# Monkton (Devon)
Monkton is een civil parish in het bestuurlijke gebied East Devon, in het Engelse graafschap Devon. In 2001 telde het dorp 176 inwoners.